# Aeroport d'Ondjiva Pereira
L'aeroport de Ondjiva Pereira (codi IATA: VPE, codi OACI: FNGI) és un aeroport que serveix Ondjiva a la província de Cunene a Angola. L'aeroport es troba a 38 kilòmetres al nord de la frontera entre Angola i Namíbia.
La balisa no direccional d'Ondjiva (Ident: GI) es troba al camp.

## Aerolínies i destins
| Aerolínies           | Destinacions                                                |
| -------------------- | ----------------------------------------------------------- |
| SonAir               | Luanda, Lubango                                             |
| TAAG Angola Airlines | Luanda, Catumbela, Kuito, Huambo, Lubango, Menongue, Namibe |